# Siedmioróg
Siedmioróg – polskie wydawnictwo literackie, specjalizujące się w książkach dla dzieci i młodzieży, założone w 1990 roku. Właścicielem wydawnictwa jest Tomasz Michałowski. Siedziba znajduje się we Wrocławiu przy ul. Krakowskiej (od 2003).
W 2007 roku firma zatrudniała 75 etatowych pracowników.

## Oferta
W ofercie wydawnictwa znajdują się książki dla dzieci w różnym wieku, baśnie, a także lektury, podręczniki i pomoce szkolne. Do najbardziej znanych tytułów wydanych przez Siedmioróg należy seria o Panu Samochodziku Zbigniewa Nienackiego. Wydawnictwo oferuje też e-booki i audiobooki na podstawie klasycznych utworów, w tym: „Opowieść wigilijną”, „Alicję w Krainie Czarów”, „Piotrusia Pana”, „Proces”, „Martina Edena”, baśnie Andersena, braci Grimm, Charles′a Perrault.
Do 2008 roku oficyna wydała łącznie ponad 1200 tytułów.

## Współpraca międzynarodowa
W 2002 roku Wydawnictwo Siedmioróg nawiązało współpracę z francuskim wydawnictwem Larousse, co doprowadziło do powstania spółki Larousse Polska. W czasie tej współpracy ukazała się polska edycja encyklopedii Petit Larousse Illustré – Encyklopedia powszechna.
W grudniu 2005 powstała polska filia Petit Futé, specjalizująca się w wydawaniu przewodników turystycznych. Do połowy 2007 roku wydała 10 tytułów.
Siedmioróg ma wyłączność na dystrybucję książek na licencji wytwórni filmowej Warner Bros., m.in. z postaciami Scooby Doo, Tweety′ego czy członków Ligi Sprawiedliwych.

## Wyniki finansowe i wyróżnienia
Sprzedaż książek w 2000 roku wyniosła 10,9 mln zł, łączny nakład – 2 mln egzemplarzy, sprzedano 1,6 mln egzemplarzy. W 2007 roku nakład wyniósł 0,8 mln egzemplarzy, sprzedaż 1,3 mln egzemplarzy, wartość sprzedaży – 13,2 mln zł. Według informacji Biblioteki Analiz, w roku 2008 (jedynym spośród lat 1995–2015) obrót wydawnictwa przekroczył 5 mln dolarów.
W roku 2006 nakładem Wydawnictwa Siedmioróg ukazała się dowcipna opowieść o dwojgu starszych ludziach, ich wnuczce i tajemniczym hipopotamie, który wprowadza zamieszanie do ich życia. Autorka ilustracji, Dorota Łoskot-Cichocka, w 2007 roku otrzymała za nie wyróżnienie Polskiej Sekcji IBBY.